# 埃格利斯讷沃德利亚尔
埃格利斯讷沃-德利亚尔（法語：Égliseneuve-des-Liards，法語發音：[eɡliznœv de ljaʁ]）是法国多姆山省的一个市镇，属于伊苏瓦尔区。

## 地名
“埃格利斯讷沃”在法语中意为“新教堂”。

## 地理
埃格利斯讷沃-德利亚尔（45°34'5"N, 3°25'26"E）面积8.35 平方千米，位于法国奥弗涅-罗讷-阿尔卑斯大区多姆山省，该省份为法国中南部省份，北起阿列省接壤，东临卢瓦尔省，南至上盧瓦爾省和康塔爾省，西接科雷兹省和克勒兹省。
与埃格利斯讷沃-德利亚尔接壤的市镇（或旧市镇、城区）包括：叙热尔、孔达莱蒙布瓦西耶、圣康坦-叙索克西朗日、索克西朗日。
埃格利斯讷沃-德利亚尔的时区为UTC+01:00、UTC+02:00（夏令时）。

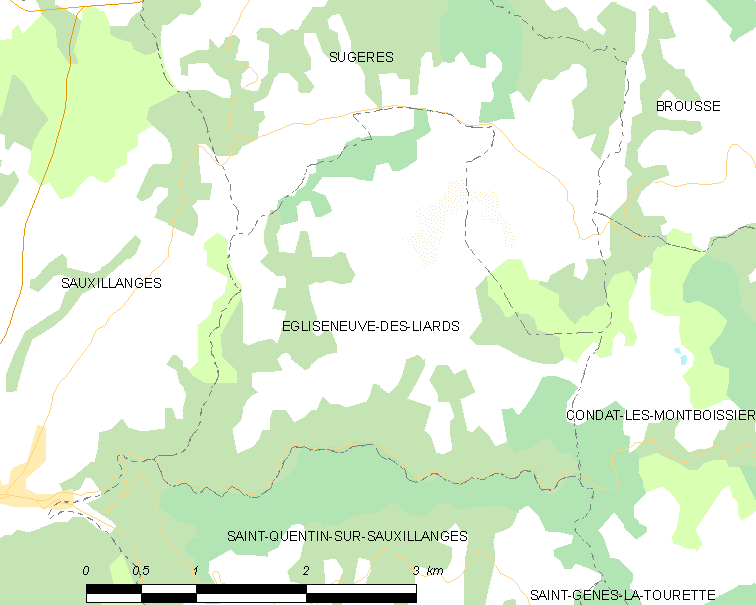
埃格利斯讷沃-德利亚尔的OSM定位图

## 行政
埃格利斯讷沃-德利亚尔的邮政编码为63490，INSEE市镇编码为63145。

## 政治
埃格利斯讷沃-德利亚尔所属的省级选区为布拉萨克莱米讷县。

## 人口
埃格利斯讷沃-德利亚尔于2022年1月1日时的人口数量为156人。

1962-2008年间埃格利斯讷沃-德利亚尔人口变化图示